# 크레타 키레나이카 속주
크레타 키레나이카 속주(라틴어: Provincia Creta et Cyrenaica)는 로마 제국의 원로원 속주이며, 기원전 67년에 설립됐다. 크레타섬과 오늘날 리비아의 키레나이카 지방으로 이뤄졌다.

## 아피온의 유언과 로마의 키레나이카 통치
키레나이카 왕국의 마지막 왕 프톨레마이오스 아피온은 기원전 96년에 그가 아이가 없이 사망했을 때, 자신의 왕국을 로마 공화정에 넘겼다. 로마는 프톨레마이스 아피온의 이 유산을 빠르게 받아들였지만 직접적인 지배보다는 지역 통치자를 통한 행정으로 두는 걸 선호했다. 하지만, 기원전 70년대에, 유대인 정착자들이 주도한 폭동이 키레나이카를 불안정하게 시작했고 원로원은 조치를 취할 수밖에 없었다. 가원전 74년, 이들은 키레나이카를 공식적으로 로마 속주에 편입하고 질서를 회복하기 위해 하급 관리직인 쿠아이스토르였던 코르넬리우스 렌툴루스 마르켈리누스를 파견했다. 원로원이 이런 하급 관리를 파견한 것은 성장하는 제국을 관리하는 데 로마 공화정이 지닌 정치적 어려움과 더불어 키레나이카가 기꺼이 로마의 지배와 그것이 가져오는 안정성을 받아들이는 것이 쉬웠음을 나타낸다.

## 로마의 크레타 정복
마르쿠스 안토니우스 크레티쿠스는 기원전 71년에 크레타섬을 공격했지만 격퇴당하고 만다. 그후 기원전 69년에, 로마는 퀸투스 카이킬리우스 메텔루스에게 크레타 공격을 맡겼고, 3년 간의 열렬한 전쟁이 지나고 나서, 크레타는 기원전 66년 로마에 정복되었으며, 메텔루스는 크레타 정복과 복종을 기념하여 "크레티쿠스"(Creticus)라는 아그노멘을 얻었다.

## 속주
기원전 67년에, 크레타와 키레나이카는 크레타의 고리틴을 중심지로 하는 단일 속주로 통합되었다. 이 조정이 지리적으로 불편했기 때문에 디오클레티아누스는 서기 298년에 속주를 분리했다.

### 역대 로마 총독 목록
- C. 클로디우스 베스탈리우스 기원전 30년과 서기 14년 사이[6]
- M. 티티우스 기원전 30년과 서기 14년 사이
- 폼포니우스 세쿤두스 37년과 54년 사이
- 파비우스 기원전 13년 이전
- P. 섹스티우스 스카이바 기원전 7/6년 이전
- Q. 루카니우스 프로쿨루스 기원전 13년 이후
- L. 플로티우스 비키나스 기원전 2년과 서기 7년 사이
- (롤리우스) 팔키아누스 기원전 30년과 서기 14년 사이
- 마르쿠스 노니우스 발부스 기원전 30년과 서기 14년 사이
- 스카토 기원전 30년과 서기 14년 사이
- 가이우스 루벨리우스 블란두스 기원전 30년과 서기 14년 사이
- 카이시우스 코르두스 서기 12년경
- P. 옥타비우스 서기 14년과 29년 사이
- 오키우스 플람마 14년과 37년 사이
- 코르넬리우스 루푸스 14년과 37년 사이
- P. 비리아시우스 나소
- 켈레르
- 아우구리누스 37년과 41년 사이
- Q. 카시우스 그라투스 53년 이전
- 카이세르니우스 베이엔토 46/47?년
- 푸블리우스 폼포니우스 세쿤두스 37년과 54년 사이
- 케스티우스 프로쿨루스 56년 이전
- 페데우스 블라이수스 59년 이전
- 브루티디우스 사비누스 1세기 전반기
- 루키우스 투르필리우스 덱스테르 64/65년
- 티투스 아틸리우스 루푸스 67년
- 아울루스 미니키우스 루푸스 71/72년[7]
- 카툴루스 72/73년
- 가이우스 아리니우스 모데스투스 73/74-74/75년
- Silo
- 아울루스 율리우스 콰드라투스 84/85년
- 가이우스 폼포니우스 갈루스 디디우스 루푸스 88/89년
- 가이우스 멤미우스 [...] 98/99년
- 루키우스 엘루프리우스 세베루스 99/100년
- 루키우스 아이밀리우스 호노라투스 97년과 118년 사이
- 티투스 비비우스 바루스 97년과 118년 사이
- 살비우스 카루스 134/135
- 퀸투스 카이킬리우스 마르켈루스 덴틸리아누스 140년경[8]
- 퀸투스 율리우스 포티투스 138년과 161년 사이
- 가이우스 클라우디우스 티티아누스 데모스트라투스 161/162년
- 폼포니우스 나이비아누스 165년과 169년 사이
- 베투리우스 파키아누스 168년 이전
- 루키우스 사이비니우스 프로쿨루스 173/174년
- 퀸투스 카이킬리우스 루피누스 160년과 180년 사이
- 퀸투스 세르빌리우스 푸덴스 164/165년
- 루키우스 클로디우스 티네이우스 푸피에누스 바수스 250년

## 참고 서적
- Jane Francis and Anna Kouremenos (eds.) 2016. Roman Crete: New Perspectives. Oxford: Oxbow
- Anna Kouremenos 2018. "In the Heart of the Wine-Dark Sea: Cretan Insularity and Identity in the Roman Period". In A. Kouremenos (ed.) Insularity and Identity in the Roman Mediterranean. Oxford: Oxbow.